# Lafawndah
Lafawndah, właściwie Yasmine (Yasmin) Dubois – francuska piosenkarka i wykonawczyni muzyki eksperymentalnej i avant-pop, producentka muzyczna oraz artystka multimedialna pochodzenia egipsko-irańskiego. Wydała 2 albumy studyjne oraz szereg teledysków.

## Życiorys i twórczość

### Początki
Yasmine Dubois jest pół Iranką, pół Egipcjanką, dorastała w Teheranie i Paryżu. W Paryżu studiowała sztukę na Sorbonie, po czym zamieszkała w Meksyku (gdzie grała w zespole Nidada), a potem w Brooklynie i Los Angeles. Niechętnie ujawnia swoje prawdziwe imię i nazwisko, zastępując je pseudonimem Lafawndah. W wywiadzie udzielonym Tarze Joshi z magazynu Vice stwierdziła:

To było imię mojej przyjaciółki, która zmarła. Bardzo mnie wspierała w moich przedsięwzięciach i to był jej pseudonim sceniczny, więc po prostu... kontynuowałam to. To oznacza kakofonię po arabsku i to po prostu miało dla mnie sens.

Podczas pobytu w Paryżu zapoznała się z zouk, muzyką karnawałową w szybkim rytmie, wywodzącą się z francusko-karaibskiej Gwadelupy. Postanowiła udać się na tę wyspę wraz ze swoją przyjaciółką i współproducentką Emily King, noszącą pseudonim Garagembanda. Po przyjeździe została przedstawiona mało znanemu pionierowi muzyki zouk, Jean-Claude’owi Bicharze. Na Gwadelupie stawiała pierwsze kroki jako artystka solowa tworząc nowoczesną wersję zouk. Współpracowała z Garagembandą zgłębiając tajniki technologii studyjnej, eksperymentując między innymi z dźwiękami rechoczących żab. Jak stwierdziła „chciałam, żeby brzmienie było nasycone otoczeniem – wilgocią, zapachami, rytmami”. Krytycy porównywali jej ówczesne dokonania między innymi do FKA Twigs. Podczas pobytu na Gwadelupie nagrała swoją debiutancką EP-kę, zatytułowaną własnym pseudonimem, która ukazała się w 2014 roku. Producentką EP-ki była Garagembanda. W tym samym roku wystąpiła jako wokalistka w utworze „Lung” zespołu Teengirl Fantasy.
W lipcu 2015 roku Lafawndah wzięła udział w organizowanej przez MoMA PS1 corocznej imprezie Warm Up, plenerowym cyklu muzycznym prezentującym w każdą sobotę to, co najlepsze w undergroundowej muzyce eksperymentalnej. W tym samym roku podpisała kontrakt nagraniowy z wytwórnią Warp Records, a 18 listopada opublikowała samodzielnie wyreżyserowany teledysk „Tan”, zwiastujący jej nową EP-kę pod tym tytułem, której wydanie Warp zapowiedziała na 5 lutego następnego roku. Artystka powiedziała w wywiadzie dla magazynu The Fader, że „Tan” była pierwszą piosenką, którą napisała na EP-kę w swoim domu na Fire Island, w Nowym Jorku.

### Tan(2016)
Pod koniec stycznia 2016 roku Warp Records opublikowała kolejny singiel z mającej się ukazać EP-ki – „Town Crier”. Razem z nim Lafawndah opublikowała wywiad, który przeprowadziła z wizjonerem rzecznictwa społecznego i reform politycznych, profesorem prawa na Harvardzie i wieloletnim orędownikiem kwestii praw autorskich w Internecie, Lawrence’em Lessigiem. Tematem ich rozmowy było obywatelskie nieposłuszeństwo i sposoby zmobilizowania niezadowolonych ludzi do działania. 18 lutego singiel doszedł do 39. miejsca na liście Official Vinyl Singles Chart oraz do 58. na Official Physical Singles Chart Official Charts Company.Tan została wydana w Wielkiej Brytanii 5 lutego. Zawarte na niej utwory Lafawndah napisała wspólnie z Janivą Ellis i wyprodukowała razem z Aaronem Davidem Rossem, L-Vis 1990, Nickiem Weissem i Tamerem Fahrim Özgönencem. EP-ka prezentuje znacznie bardziej agresywne beaty, wtapia się w nowoczesną, elektroniczną muzykę pop, nie rezygnując jednak z wpływów folklorystycznych. W tekstach artystka zajmuje się przede wszystkim swoją rolą kobiety w społeczeństwie i wynikającymi z niej relacjami z innymi kobietami. Promocji EP-ki towarzyszyły misternie wyprodukowane teledyski.
W czerwcu opublikowała cover hitu szwedzkiej grupy popowej Ace of Base „All That She Wants” z 1992 roku, zrealizowany we współpracy wideo z artystką Analisą Teachworth z agencji cyfrowej 4REAL.
Latem 2017 roku Lafawndah pojawiła się w Paryżu, by wystąpić na plenerowym pokazie Kenzo SS18, do którego napisała również ścieżkę dźwiękową. Zaprezentowała przy okazji kilka własnych utworów, w tym nową piosenkę, zatytułowaną „Oasis”. 10 listopada udostępniła, wyłącznie na stronie The Fader, swój nowy mixtape, zatytułowany Honey Colony, na którym znalazły się remiksy utworów Keleli, londyńskiej piosenkarki Klein, brooklińskiej piosenkarki i wiolonczelistki Kelsey Lu oraz paryskiej artystki Bonnie Banane.
W 2018 roku Lafawndah, wspierana przez firmę modową Kenzo, współpracowała z Partelem Olivą, japońskim eksperymentatorem jazzowo-folkowym oraz designerem i filmowcem przy intermedialnym projekcie performance „Le Renard Bleu”.

### Ancestor Boy(2019)
22 marca 2019 roku Lafawndah wydała nakładem wytwórni Concordia/!K7 Records swój debiutancki album studyjny, Ancestor Boy, który 18 kwietnia wyszedł jako podwójny EP. W jego nagraniu udział wzięło kilkunastu zaproszonych artystów, w tym autorzy i producenci: Aaron David Ross, L-Vis 1990, Nick Weiss i Areski Belkacem, wiolonczelista Patrick Belaga, trębacz Jon Hassell i perkusjonista April Centrone. Lafawndah była autorką tekstów, muzyki i producentką albumu. Inspiracją albumu było jej wędrowne życie między Teheranem a Paryżem, a później mieszkanie w Nowym Jorku, Meksyku i Londynie, co znalazło swój wyraz w rozpiętości gatunkowej i stylistycznej albumu, od ambientu poprzez pop, trip-hop do muzyki industrialnej. Wraz z reżyserką Claire Arnold Lafawndah wyreżyserowała teledysk do jednego z utworów albumu „Daddy”. W teledysku wystąpiła wspólnie ze swoją matką Zohreh tańcząc flamenco. Album otrzymał średnią ocenę 74/100 z komentarzem „ogólnie pozytywne recenzje” na podstawie 6 recenzji krytycznych zebranych w serwisie Metacritic oraz 72/100 na podstawie 5 recenzji krytycznych zebranych w serwisie Album of the Year. Album znalazł się na liście najlepszych albumów 2019 roku, zestawionej przez redakcję magazynu Resident Advisor z komentarzem: „jej debiutancki album jest jak dotąd najbardziej sugestywnym projektem, z łagodnymi, ale odważnymi sentymentami na temat geografii, tożsamości i intymności”.
W czerwcu 2020 roku ukazał się miks didżejski Lafawndah, FACT Mix 764, zrealizowany dla magazynu Fact. Zawierał remiksy utworów takich artystów jak: Elysia Crampton Chuquimia, Saint Abdullah, Crystallmess, DJ Arafat czy Nkisi. W sierpniu tego samego roku artystka otrzymała nagrodę AIM Independent Music Awards w kategorii: Best Independent Remix In Association With Designscene za remiks utworu „X Nídia Rework” Tourista.

### The Fifth Season(2020)
8 września 2020 roku nakładem wytwórni Latency ukazał się we Francji drugi album Lafawndah, The Fifth Season. W jego realizacji udział wzięli znani z poprzedniego albumu producenci Aaron David Ross, Nicholas Weiss, a ponadto tubista Theon Cross, jego brat Nathaniel – puzonista i perkusjonistka Valentina Magaletti, która była również współautorką kilku utworów. Lawfandah skomponowała utwory, wyprodukowała je, napisała do nich teksty oraz odpowiadała za ich stronę wokalną. Album otrzymał średnią ocenę 75/100 z komentarzem „ogólnie pozytywne recenzje” na podstawie 4 recenzji krytycznych zebranych w serwisie Metacritic oraz 69/100 na podstawie 4 recenzji krytycznych zebranych w serwisie Album of the Year. Płyta została oceniona przez magazyn Pitchfork jako „minimalistyczna, pełna przestrzeni i światła”, będąca „jakby rozwinięciem jej EP-ki z 2018 roku, Le Renard Bleu”.
W lipcu 2022 roku Lafawndah wzięła udział w 7. edycji eksperymentalnego festiwalu muzycznego Terraforma w Mediolanie.
Jesienią 2023 roku razem z Nightfeelings (Nickiem Weissem), Slavą i Aaronem Davidem Rossem wystąpiła w zorganizowanej w Great Hall Metropolitan Museum of Art wielokanałowej instalacji wideo Jacolby’ego Satterwhite’a „A Metta Prayer”. Oparte na wygenerowanym komputerowo pejzażu wyobrażonego Nowego Jorku, wideo zawierało renderingi ponad stu obiektów z kolekcji stałej Muzeum, trójwymiarowe animacje i sekwencje akcji na żywo.

## Motto artystyczne
W rozmowie z magazynem Spex sformułowała motto swojej twórczości: „Dla mnie każda sztuka ma prawo istnieć tylko wtedy, gdy zawiera w sobie coś nowego. Jeśli znajdzie swój własny język. Przynajmniej ja tak uważam”.

## Dyskografia
Na podstawie strony artystki na Discogs (o ile nie zaznaczono inaczej):

### Albumy studyjne
- Ancestor Boy (2019)
- The Fifth Season (2020)

### EP-ki i single
- Lafawndah EP ‎(2014)[5]
- Tan (2016)
- Le Renard Bleu (2018) z Midori Takadą

### Miksy didżejskie
- FACT Mix 764 (2020)